# Jag är nyfiken – en film i blått
Jag är nyfiken – en film i blått (populärt även kallad Jag är nyfiken – blå eller Jag är nyfiken blå) är en svensk samhällsfilm med erotiska inslag från 1968 i regi och med manus av Vilgot Sjöman. Filmen är en uppföljare till Jag är nyfiken – en film i gult.

## Rollista i urval
- Lena Nyman – Lena, teaterelev

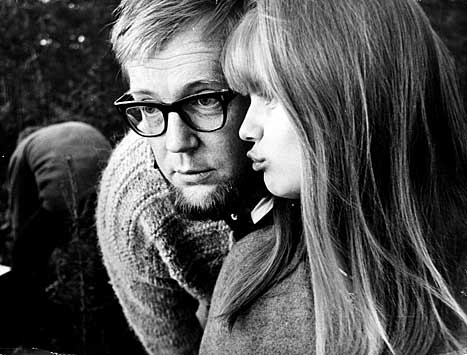
Regissör Vilgot Sjöman tillsammans med Lena Nyman som spelar huvudrollen.

- Börje Ahlstedt – Börje, hennes pojkvän
- Sonja Lindgren – expedit i färghandel
- Hans Hellberg – Hasse, journalist, Lenas före detta älskare
- Bim Warne – Hasses väninna
- Vilgot Sjöman – Vilgot Sjöman, regissör
- Bertil Wikström – Bertil Wikström, läkare
- Peter Lindgren – Lenas pappa
- Gudrun Östbye – Lenas mamma
- Gunnel Broström – kvinnan på ön
- Hanne Sandemose – kvinnans på ön väninna
- Frej Lindqvist – väninnans man
- Marie Göranzon – Marie, Börjes fru
- Maj Hultén – sexualpsykolog
- Pierre Nyblom – mannen med skabb
- Gun Jönsson – hans väninna
- Bo Holmström – reportern
- Hagge Geigert – konferencier på Gröna Lund
- Henning Sjöström – advokat

## DVD
Filmen gavs ut på DVD 2008.